# Strada statale 499 Rodigina
La ex strada statale 499 Rodigina (SS 499), ora in parte strada regionale 88 Rodigina (SR 88), era una strada statale italiana.
Il tracciato era lungo 44,700 km e si snodava da Rovigo passando per Badia Polesine e terminando il suo percorso a Legnago.
La strada è stata riclassificata in seguito ai lavori di ammodernamento della strada statale 434 Transpolesana, passando dalla gestione dell'ANAS a quella della Regione Veneto. L'infrastruttura è ora in parte strada provinciale, in parte strada comunale e in parte strada regionale, con la denominazione di strada regionale 88 Rodigina. Dal 20 dicembre 2002 la gestione di quest'ultimo tratto è stata affidata alla società Veneto Strade.
L'attuale Strada regionale 88 è lunga pressappoco 29,700 km e inizia alla rotatoria tra Via Giovanni Amendola e via Lina Merlin alle porte di Rovigo e termina sui confini con la provincia di Verona, nella frazione di Villa d'Adige di Badia Polesine poco prima di entrare nel centro abitato di Castagnaro.